# Astropecten granulatus
Astropecten granulatus är en sjöstjärneart som beskrevs av Müller och Franz Hermann Troschel 1842. Astropecten granulatus ingår i släktet Astropecten och familjen kamsjöstjärnor.

## Underarter
Arten delas in i följande underarter:
- A. g. natalensis
- A. g. granulatus